# High on Fire
High on Fire est un groupe de heavy metal américain, originaire d'Oakland, en Californie.

## Biographie
Alors que l’aventure Sleep se termine en 1997, son guitariste Matt Pike (chant/guitare) décide de monter dans la foulée un nouveau groupe dont le son intègrera les influences thrash de sa jeunesse. À nouveau basé à San Francisco, High on Fire, comme Sleep, prend la forme d’un trio dont Des Kensel sera le batteur, et George Rice le bassiste. Après une première démo, la formation publie son premier album studio, intitulé The Art of Self Defense, en 2000 chez 12th Records, réédité par la suite en 2012 chez Tee Pee Records avec deux pistes bonus.
Un peu plus tard, le label Relapse Records remarque High on Fire, et s’empresse de les signer en 2001. Cela aboutit à un deuxième album studio du groupe, intitulé Surrounded by Thieves, en 2002, disque leur permettant de tourner massivement jusqu’à ce que George Rice ne décide de partir. Le moment est venu de mettre un troisième opus sur les rails, et c’est pourquoi Matt Pike recrute à ce poste une figure de la scène alternative américaine, Joe Preston (ex-Melvins, collaborateur de Sunn O)))) sur les WhiteHigh on Fire, Thrones). L’enregistrement peut donc s’opérer et Blessed Black Wings voit ainsi le jour en 2005.
C’est un marathon qui s’engage dès lors pour High on Fire, et Relapse alimentera la promo’ comme il se doit avec la sortie, limitée à deux mille exemplaires, de Live from the Contamination Festival. Ce rythme effréné aura raison de la motivation d’un Joe Preston sur le départ, mais il sera finalement remplacé au pied levé par un certain Jeff Matz (Zeke) sur le restant de la tournée 2006. Cependant son statut reste à déterminer à ce jour, puisqu’on ne sait toujours pas s’il est devenu un membre permanent ou non d’High On Fire. Mais à l'annonce de la sortie du quatrième album en septembre 2007, intitulé Death is the Communion, Matt Pike déclare que le bassiste fait partie intégrante du combo.
En 2009, Matt Pike prend part à la reformation de Sleep tout en continuant sa carrière avec High on Fire. Snakes for the Divine sort en 2010 et permettra au groupe d'ouvrir pour Metallica en Europe. En 2012 sort De Vermis Mysteriis. En juin de la même année, le groupe annule les dates programmées pour l'été à la suite de l'entrée de Pike en cure de désintoxication à l'alcool.
L'album Luminiferous est publié en streaming sur NPR Music le 7 juin 2015.

## Discographie

### Albums studio
- 2000 - The Art of Self Defense (Man's Ruin Records)
- 2002 - Surrounded by Thieves (Relapse Records)
- 2005 - Blessed Black Wings (Relapse Records)
- 2007 - Death is This Communion (Relapse Records)
- 2010 - Snakes for the Divine (eOne Music / Century Media Records)
- 2012 - De Vermis Mysteriis (eOne Music / Century Media Records)
- 2015 - Luminiferous (eOne Music / Century Media Records)
- 2018 - Electric Messiah (eOne Music / Century Media Records)
- 2024 - Cometh the Storm (MNRK Records / SPV)

### EP et singles
- 1999 - High on Fire (12th Records)
- 2002 - High On Fire / Mastodon – Hung, Drawn & Quartered / March Of The Fire Ants (Relapse Records)
- 2005 - High On Fire / Ruins – Brother In The Wind / Gwodhunqa (Relapse Records)
- 2007 - High On Fire / Coliseum / Baroness (Relapse Records)

### Compilations et Albums en public
- 2004 : Live from the Relapse Contamination Festival (Concert enregistré au Trocadero Theatre de Philadelphie le 19/01/2003) (Relapse Records)
- 2013 - Spitting Fire Live Vol. 1 & Vol. 2 (Concerts enregistrés au Bowery Ballroom le 30/11 et au Music Hall de Williamsburg le 1/12/2012) (eOne Music / Century Media Records)

## Membres

### Membres actuels
- Matt Pike - chant, guitare (depuis 1998)
- Coady Willis - batterie, chœurs (depuis 2021)
- Jeff Matz - basse, chœurs (depuis 2005)

### Anciens membres
- George Rice - basse (1998–2002)
- Joe Preston - basse (2002–2005)
- Des Kensel - batterie, chœurs (1998-2019)
- Chris Maggio - batterie, chœurs (2019-2021)